# The very best of fripSide 2009-2020
『the very best of fripSide 2009-2020』（ザ・ベリー・ベスト・オブ・フリップサイド・トゥーサウザンドナイン・トゥーサウザンドトゥエンティー）は、日本の音楽ユニット・fripSideが2020年11月4日に発売した第2期のベストアルバム。

## 内容
前作『infinite synthesis 5』から約1年ぶり、『the very best of fripSide』と冠された第2期fripSideとしては初となる2枚組のベストアルバム。ベストアルバム『the very best of fripSide -moving ballads-』、18thシングル『legendary future』と同時発売された。
2枚組アルバムとしての発売はスペシャルアルバム『crossroads』以来約5年ぶり、ベストアルバムとしては、前作となる第1期の『the very best of fripSide 2002-2006』以来約14年ぶりとなった。
初回限定盤Blu-ray版と初回限定盤DVD版、通常盤の3形態で発売され、各初回限定盤には2020年2月23日に行われた『fripSide Phase 2: 10th Anniversary Tour 2019-2020 -infinite synthesis 5- supported by animelo mix』から前半の9曲と2019年11月23日に横浜アリーナにて開催された『ANIMAX MUSIX 2019 YOKOHAMA supported by スカパー!』のライブ映像を収録したBlu-rayとDVDが同梱されている。
また、『the very best of fripSide 2009-2020』『the very best of fripSide -moving ballads-』、『legendary future』の各初回限定盤3枚連動購入特典として『あにばーさる』、『アニメイト』、『Amazon.co.jp』の各3社からRemix & LIVE TRACK CDが同梱されている。

## 収録曲

### Disc 1
1. dual existence [4:26]
作詞・作曲・編曲：八木沼悟志
17thシングルの表題曲。
2. We Rise [4:44]
作詞・作曲・編曲：八木沼悟志
3. final phase [4:01]
作詞・作曲・編曲：八木沼悟志
16thシングルの表題曲。
4. BLACKFOX [4:24]
作詞・作曲：八木沼悟志
編曲：齋藤真也
5. when chance strikes [4:23]
作詞・作曲：八木沼悟志
編曲：八木沼悟志、齋藤真也
6thアルバムの表題曲。
6. Love with You [5:02]
作詞・作曲・編曲：八木沼悟志
15thシングルの表題曲。
7. Edge of the Universe [5:49]
作詞・作曲・編曲：八木沼悟志
5thアルバムの表題曲。
8. under a starlit sky [4:31]
作詞：八木沼悟志
作曲・編曲：齋藤真也
5thアルバム収録曲。
9. divine criminal [5:06]
作詞・作曲・編曲：八木沼悟志
14thシングルの表題曲。
10. killing bites [4:42]
作詞・作曲・編曲：八木沼悟志
13thシングルの表題曲。
11. crossroads [6:14]
作詞：八木沼悟志
英作詞：黒川晋
作曲・編曲：八木沼悟志、齋藤真也
12. sky -crossroads version- [5:23]
作詞：八木沼悟志、nao
作曲・編曲：八木沼悟志
13. clockwork planet [4:47]
作詞・作曲・編曲：八木沼悟志
12thシングルの表題曲。
14. The end of escape -fripSide edition- [5:21]
作詞・作曲・編曲：八木沼悟志
ストリングスアレンジ：KATSU
15. white forces -IS3 edition- [6:42]
作詞・作曲・編曲：八木沼悟志

### Disc 2
1. 1983-schwarzesmarken- (IS3 version) [5:24]
作詞・作曲・編曲：八木沼悟志
4thアルバムの表題曲。
2. Two souls -toward the truth- [5:08]
作詞・作曲・編曲：八木沼悟志
10thシングルの表題曲。
3. magicaride -version2016- [4:37]
作詞：八木沼悟志、山下慎一狼
作曲：八木沼悟志
編曲：八木沼悟志、齋藤真也
4thアルバム収録曲。
4. Luminize [5:12]
作詞・作曲・編曲：八木沼悟志
9thシングルの表題曲。
5. infinite synthesis [6:56]
作詞・作曲・編曲：八木沼悟志
3rdアルバムの表題曲。
6. black bullet [4:24]
作詞・作曲・編曲：八木沼悟志
8thシングルの表題曲。
7. eternal reality [3:53]
作詞：八木沼悟志
作曲：小室哲哉、八木沼悟志
編曲：八木沼悟志
7thシングルの表題曲。
8. sister's noise [4:21]
作詞・作曲・編曲：八木沼悟志
6thシングルの表題曲。
9. Decade [7:12]
作詞・作曲・編曲：八木沼悟志
2ndアルバムの表題曲。
10. Hesitation Snow [4:43]
作詞：yuki-ka、八木沼悟志
作曲：八木沼悟志
編曲：八木沼悟志、川﨑海
11. way to answer [4:46]
作詞・作曲・編曲：八木沼悟志
5thシングルの表題曲。
12. Heaven is a Place on Earth [5:15]
作詞・作曲・編曲：八木沼悟志
4thシングルの表題曲。
13. future gazer [4:05]
作詞・作曲・編曲：八木沼悟志
3rdシングルの表題曲。
14. LEVEL5-judgelight- [4:23]
作詞：fripSide
作曲・編曲：八木沼悟志
2ndシングルの表題曲。
15. only my railgun [4:15]
作詞：八木沼悟志、yuki-ka
作曲・編曲：八木沼悟志
1stシングルの表題曲。

### 特典CD

#### あにばーさる
1. only my railgun(REMIX:高瀬一矢)
2. LEVEL5-judgelight-(LIVE)

#### アニメイト
1. sister's noise(REMIX:井内舞子)
2. eternal reality(LIVE)

#### Amazon.co.jp
1. final phase(REMIX:toku from GARNiDELiA)
2. future gazer(LIVE)

## 収録映像曲
"fripSide Phase2：10th Anniversary Tour 2019-2020 -infinite synthesis 5-" 2020.2.23 仙台サンプラザホール<前半>
1. lighting of my heart
2. under a starlit sky
3. perpetual wishes
4. rain of blossoms
5. LEVEL5-judgelight-
6. light at the end
7. as before
8. divine criminal
9. brand new world

"ANIMAX MUSIX 2019 YOKOHAMA 2019.11.23 横浜アリーナ"
1. BLACKFOX
2. メドレー（sister's noise ~ future gazer ~ eternal reality ~ way to answer ~ LEVEL5-judgelight- ~ only my railgun）

## 参加ミュージシャン

### CD
fripSide
- 南條愛乃：Vocal
- 八木沼悟志：Keyboard、Synthesizer & Chorus

Additional Musician
- nao：Vocal (Disc 2 #9)

### Blu-ray・DVD
fripSide
- 八木沼悟志：Synthesizer
- 南條愛乃：Vocal

バンドメンバー
- 八木一美：Drums
- 大島信彦：Guitar
- 星野威：Guitar
- キタムラユウタ：Bass
- 川﨑海：DJ、Keyboard